# Julius No
Dr. Julius No, ou simplesmente Dr. No, é um personagem fictício criado por Ian Fleming, antagonista do filme de 1962 Dr. No de James Bond e do livro de mesmo nome. Ele foi o primeiro vilão dos filmes de James Bond na série cinematográfica e foi encenado pelo ator canadense Joseph Wiseman. Dr. No é um físico nuclear que sofreu um acidente com materiais radioativos e por causa dele suas mãos foram amputadas e substituídas por potentes mãos robóticas.

## Personagem
Julius No é um cientista brilhante com "complexo de Napoleão", que se descreve como sendo uma "criança rejeitada, filha de pai missionário alemão e mãe chinesa de boa família". Adulto, ele se transformou no tesoureiro da mais poderosa sociedade criminosa da China, os 'Tongs'  e foge para os Estados Unidos com US$10 milhões em ouro roubados da associação.
No especializou-se no estudo da radiação, e isso custou-lhe as duas mãos, substituídas por próteses biônicas de metal. Suas 'mãos' tem grande força - ele esmaga uma estátua de metal no filme - mas são comprometidas em habilidade, o que irá contribuir para sua morte. Ele oferece seus conhecimentos e inteligência a americanos e soviéticos, mas é recusado. Por vingança, ele se une à organização criminosa internacional SPECTRE e se muda para a ilha de Crab Key, na Jamaica.
Quando James Bond é enviado ao país para investigar a morte de um agente britânico e sua possível ligação com recentes desastres com foguetes da NASA, Julius No ordena a seus capangas diversas tentativas de assassinato do espião britânico, todas sem sucesso. Um deles, o Professor Dent, recebe ordens de matar Bond com uma tarântula escondida em sua cama mas falha e Bond mata o animal e, mais tarde, o próprio Dent.
Depois de aprisionar Bond e a bond-girl Honey Ryder numa das praias de Crab Key, e oferecer ao agente um lugar em sua organização durante um jantar, o que é recusado, No também falha em matar 007 pessoalmente, primeiro prendendo-o num poço de ventilação e depois tentando matá-lo com as próprias mãos de aço, enquanto lutam antes da destruição das instalações de No e da própria ilha, sabotadas por Bond.
Seu destino é selado durante a luta, quando os dois caem numa plataforma inclinada, que desce lentamente em direção ao tanque de água fervendo que envolve o  reator nuclear superaquecido da fortaleza de No. Bond consegue se arrastar de volta para cima, mas o fanático cientista não consegue se agarrar à estrutura de metal da rampa porque suas mãos biônicas escorregam, e desce em direção ao reator, sendo queimado até a morte.